# نهر إسلاش
نهر إسلاش (بالبيلاروسية: Іслач) هو نهر في روسيا البيضاء يرفد مباشرة من نهر بيريزينا الغربي. يبلغ طول النهر 102  كيلومترًا، وتبلغ مساحة حوضه 1,330 كيلومترًا مربعًا.